# تلخ و شیرین (فیلم ۱۹۹۶)
تلخ و شیرین (لهستانی: Słodko gorzki) یک فیلم داستانی درام لهستانی به کارگردانی ووادیسواف پاسیکوفسکی است که در سال ۱۹۹۶ منتشر شد.

## گزیدهٔ بازیگران
- آنیتا ورنر
- بوگوسواف لیندا
- مارک کندرات
- یادویگا یانکوفسکا-چشلاک
- سزاری پازورا
- اولاف لوباشنکو
- آرتور ژمیفسکی
- یوآنا اورلئانسکا
- ماگدالنا استوژینسکا-براوئر
- میخاو بایور
- ایرنئوش چوپ
- ماریا گوادگوفسکا
- ادوارد لینده-لوباشنکو
- لئون خارِویچ
- رافائو مور